# Pakil
Pakil (Bayan ng Pakil) är en kommun i Filippinerna. Kommunen ligger på ön Luzon, och tillhör provinsen Laguna. Folkmängden uppgår till 18 021 invånare.
Pakil är indelat i 13 barangayer.